# كوالينغا (كاليفورنيا)
كوالينغا (بالإنجليزية: Coalinga)‏ هي إحدى مدن مقاطعة فريسنو، كاليفورنيا. تم إعطاءها لقب مدينة في 3 أبريل، 1906.

## التركيبة السكانية
حدّد مكتب تعداد الولايات المتحدة بيانات التركيبة السكانية لكوالينغا في تعداد الولايات المتحدة. في ما يلي، التركيبة السكانية حسب تعدادي 2000 و2010.

### تعداد عام 2000
بلغ عدد سكان كوالينغا 11,668 نسمة بحسب تعداد عام 2000، وبلغ عدد الأسر 3,515 أسرة وعدد العائلات 2,631 عائلة مقيمة في المدينة. في حين سجلت الكثافة السكانية 681.1 نسمة لكل كيلومتر مربع (1,764.0/ميل2). وبلغ عدد الوحدات السكنية 3,848 وحدة بمتوسط كثافة قدره 224.6 لكل كيلومتر مربع (581.7/ميل2).
وتوزع التركيب العرقي للمدينة بنسبة 57.31% من البيض و2.37% من الأمريكيين الأفارقة و1.52% من الأمريكيين الأصليين و1.65% من الأمريكيين ذوي الأصول الآسيوية و0.24% من سكان جزر المحيط الهادئ و32.30% من الأعراق الأخرى و4.61% من عرقين مختلطين أو أكثر و49.80% من الهسبانيون أو اللاتينيون من أي عرق.
بلغ عدد الأسر 3,515 أسرة كانت نسبة 50.4% منها لديها أطفال تحت سن الثامنة عشر تعيش معهم، وبلغت نسبة الأزواج القاطنين مع بعضهم البعض 56.2% من أصل المجموع الكلي للأسر، ونسبة 13% من الأسر كان لديها معيلات من الإناث دون وجود شريك، بينما كانت نسبة 5.7% من الأسر لديها معيلون من الذكور دون وجود شريكة وكانت نسبة 25.1% من غير العائلات. تألفت نسبة 20.6% من أصل جميع الأسر من عدة أفراد يعيشون في نفس المنزل ونسبة 8.2% كانت تتألف من شخص يعيش بمفرده يبلغ من العمر 65 عاماً أو أكثر. وبلغ متوسط حجم الأسرة المعيشية 3.09، أما متوسط حجم العائلات فبلغ 3.59.
بلغ العمر الوسطي للسكان 28.6 عاماً. وكانت نسبة 32.9% من القاطنين تحت سن الثامنة عشر، وكانت نسبة 9.5% بين الثامنة عشر والرابعة والعشرين عاماً، ونسبة 27.7% كانت واقعةً في الفئة العمرية ما بين الخامسة والعشرين والرابعة والأربعين عاماً، ونسبة 15.1% كانت ما بين الخامسة والأربعين والرابعة والستين، ونسبة 7.8% كانت ضمن فئة الخامسة والستين عاماً فما فوق. يوجد لكل 100 أنثى 98.0 ذكر، ويوجد لكل 100 أنثى في الثامنة عشر من عمرها فما فوق 94.0 ذكر.
بلغ متوسط دخل الأسرة في المدينة 38,133 دولارًا، أما متوسط دخل العائلة فبلغ 41,208 دولارًا. وكان متوسط دخل الذكور 41,129 دولارًا مقابل 29,088 دولارًا للإناث. وسجل دخل الفرد الخاص بالمدينة 14,425 دولارًا. وكانت نسبة 16.4% من العائلات ونسبة 20.3% من السكان تحت خط الفقر، وكان من هؤلاء نسبة 26.1% تحت سن الثامنة عشر ونسبة 7.9% في الخامسة والستين من العمر وما فوق.

### تعداد عام 2010
بلغ عدد سكان كوالينغا 13,380 نسمة بحسب تعداد عام 2010، وبلغ عدد الأسر 3,896 أسرة وعدد العائلات 2,882 عائلة مقيمة في المدينة. في حين سجلت الكثافة السكانية 781.1 نسمة لكل كيلومتر مربع (2,023.0/ميل2). وبلغ عدد الوحدات السكنية 4,344 وحدة بمتوسط كثافة قدره 253.6 لكل كيلومتر مربع (656.8/ميل2).
وتوزع التركيب العرقي للمدينة بنسبة 57.80% من البيض و4.10% من الأمريكيين الأفارقة و1.28% من الأمريكيين الأصليين و3.04% من الأمريكيين ذوي الأصول الآسيوية و0.27% من سكان جزر المحيط الهادئ و29.42% من الأعراق الأخرى و4.08% من عرقين مختلطين أو أكثر و53.52% من الهسبانيون أو اللاتينيون من أي عرق.
بلغ عدد الأسر 3,896 أسرة كانت نسبة 46.4% منها لديها أطفال تحت سن الثامنة عشر تعيش معهم، وبلغت نسبة الأزواج القاطنين مع بعضهم البعض 49.1% من أصل المجموع الكلي للأسر، ونسبة 16.9% من الأسر كان لديها معيلات من الإناث دون وجود شريك، بينما كانت نسبة 8% من الأسر لديها معيلون من الذكور دون وجود شريكة وكانت نسبة 26% من غير العائلات. تألفت نسبة 20.5% من أصل جميع الأسر من عدة أفراد يعيشون في نفس المنزل ونسبة 5.6% كانت تتألف من شخص يعيش بمفرده يبلغ من العمر 65 عاماً أو أكثر. وبلغ متوسط حجم الأسرة المعيشية 3.02، أما متوسط حجم العائلات فبلغ 3.49.
بلغ العمر الوسطي للسكان 31.9 عاماً. وكانت نسبة 28.1% من القاطنين تحت سن الثامنة عشر، وكانت نسبة 12% بين الثامنة عشر والرابعة والعشرين عاماً، ونسبة 27.2% كانت واقعةً في الفئة العمرية ما بين الخامسة والعشرين والرابعة والأربعين عاماً، ونسبة 24.7% كانت ما بين الخامسة والأربعين والرابعة والستين، ونسبة 7.9% كانت ضمن فئة الخامسة والستين عاماً فما فوق. وتوزع التركيب الجنسي للسكان بنسبة 55.2% ذكور و44.8% إناث.

## أعلام
- باول غرين
- داريل باترسون
- هال فيني
- جو ستافورد
- بادي مكدونالد